# Maurines
Maurines ist eine französische Gemeinde mit 104 Einwohnern (Stand: 1. Januar 2022) im Département Cantal in der Region Auvergne-Rhône-Alpes. Sie gehört zum Kanton Neuvéglise-sur-Truyère und zum Arrondissement Saint-Flour. 

## Lage
Sie grenzt im Norden an Fridefont, im Osten an Albaret-le-Comtal, im Südosten an Arzenc-d’Apcher, im Südwesten an Anterrieux und im Westen an Chaudes-Aigues und Saint-Martial. Das Gemeindegebiet gehört zum Regionalen Naturpark Aubrac.

## Bevölkerungsentwicklung
| Jahr                       | 1962 | 1968 | 1975 | 1982 | 1990 | 1999 | 2008 | 2015 |
| -------------------------- | ---- | ---- | ---- | ---- | ---- | ---- | ---- | ---- |
| Einwohner                  | 227  | 196  | 172  | 147  | 114  | 103  | 98   | 109  |
| Quellen: Cassini und INSEE |      |      |      |      |      |      |      |      |

## Sehenswürdigkeiten
- Kirche Saint-Mary aus dem 19. Jahrhundert